# Euplexaura plana
Euplexaura plana is een zachte koraalsoort uit de familie Plexauridae. De koraalsoort komt uit het geslacht Euplexaura. Euplexaura plana werd in 2009 voor het eerst wetenschappelijk beschreven door Samimi Namin & van Ofwegen. 